# 五枚下ろし
五枚下ろし（ごまいおろし、五枚卸とも）とは、調理法の一種で、カレイやヒラメ、ウシノシタ（シタビラメ）など扁平な魚、またマグロやカツオなど三枚下ろしが難しい魚を切り分ける下ろし方である。
まず魚のひれ（いわゆるえんがわと呼ばれる部分）に沿って縁取りをするように包丁で切れ目を入れる。この際、包丁の刃を上に向ける「逆さ包丁」で切れ目を入れるのが特徴である。
それから背骨に沿って切れ目を入れる。背骨に沿って入れた切れ目から外側の切れ目に向けて包丁を入れ、身を骨からはがしていく。
これを表側と裏側で行い、背骨と半身の上下（背ビレ側と腹ビレ側）の5つに切り分けることから「五枚」になる。なお、マグロやカツオなど大型の魚は「枚」ではなく「節」（ふし）と呼び、さらに食べやすいように切り分けたものを「冊」（サク）と呼ぶ。
五枚におろす前の切れ目を入れた状態から先に背びれ側と腹びれ側のえんがわの部分を切り分け、合計「七枚」にする下ろし方を七枚おろし、五枚におろしたのち、それぞれのえんがわを切り分け合計「九枚」にする下ろし方を九枚おろしと呼ぶ。

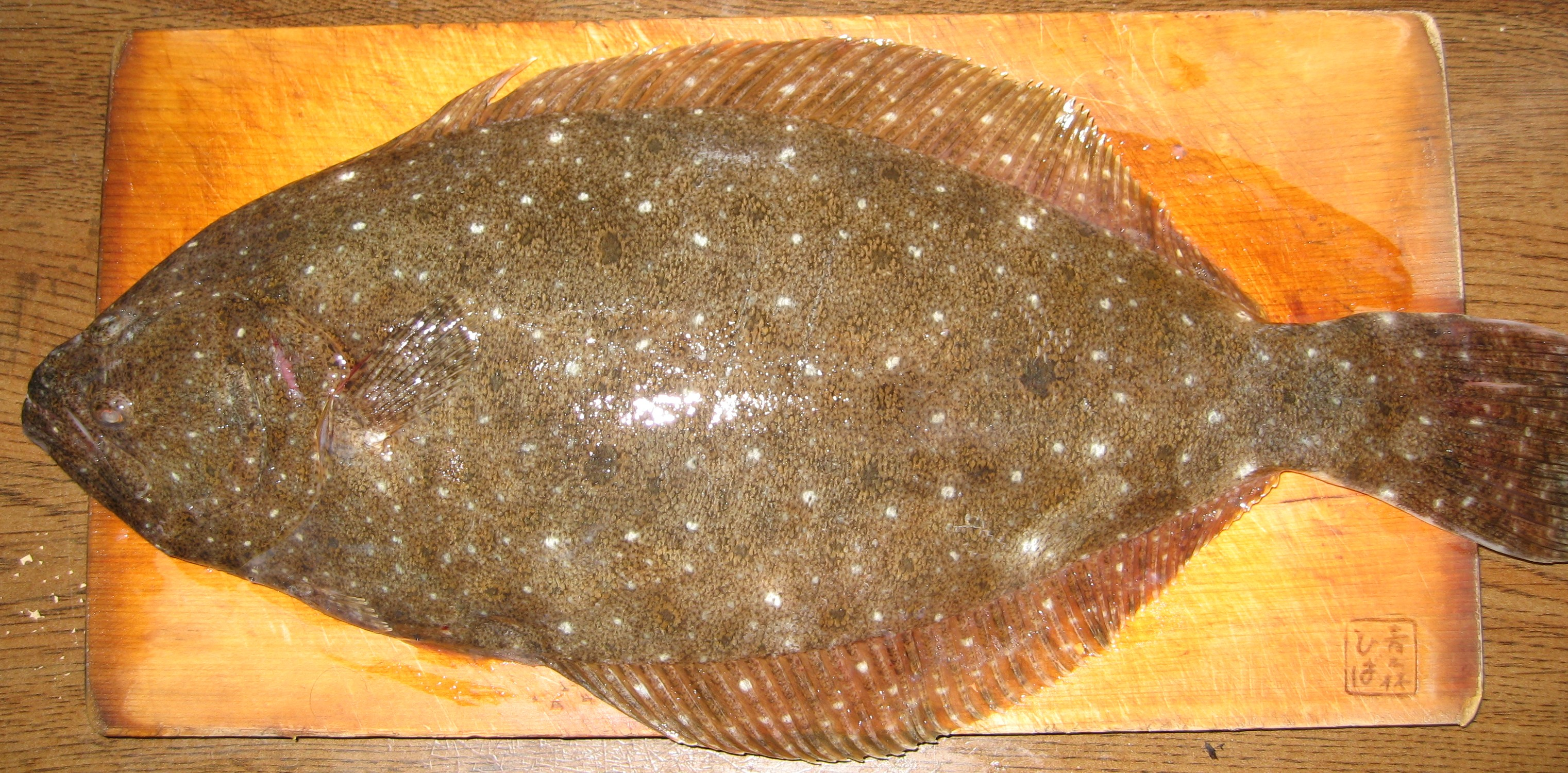
ヒラメの五枚おろし前
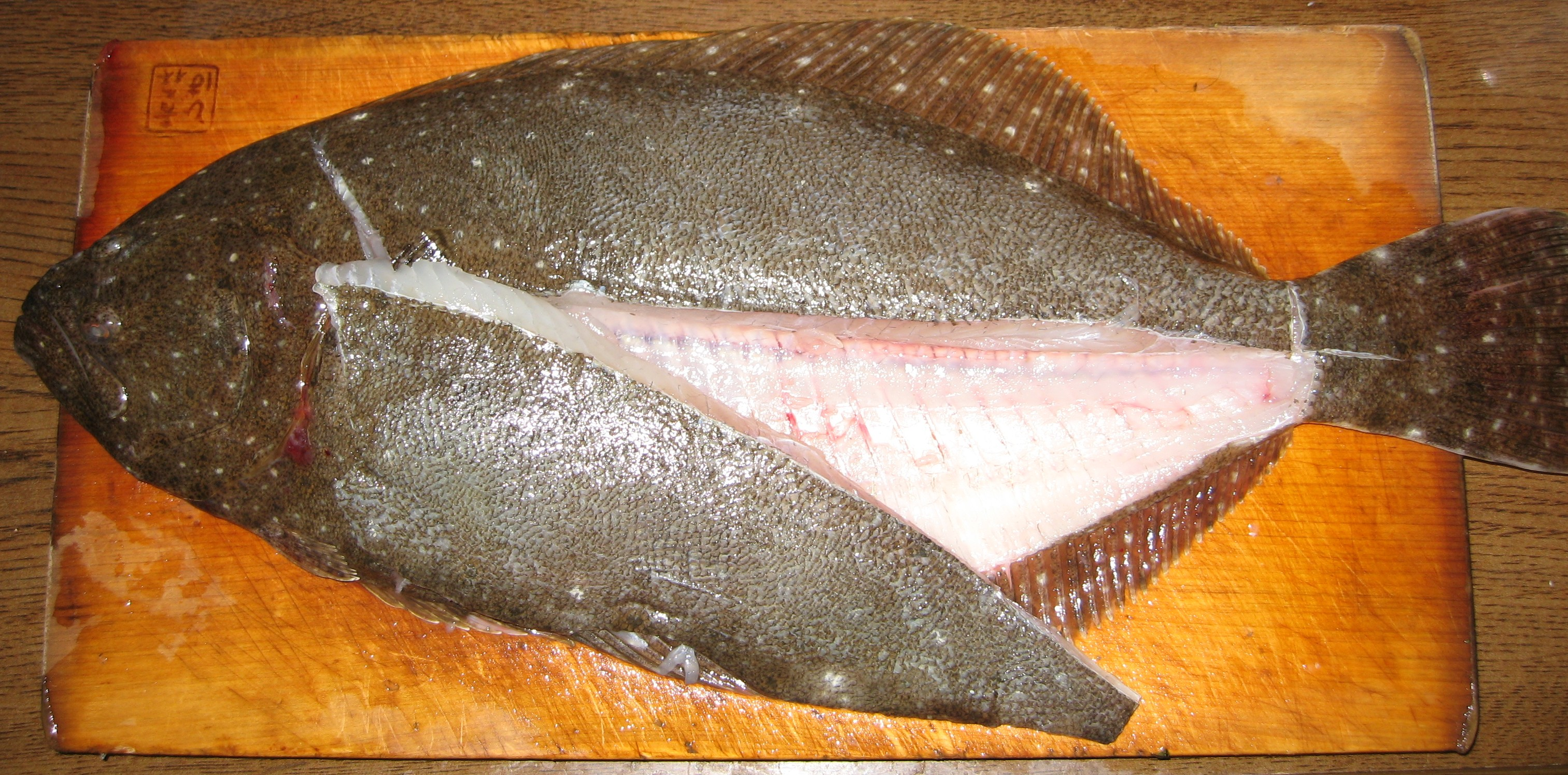
ヒラメの五枚おろし1
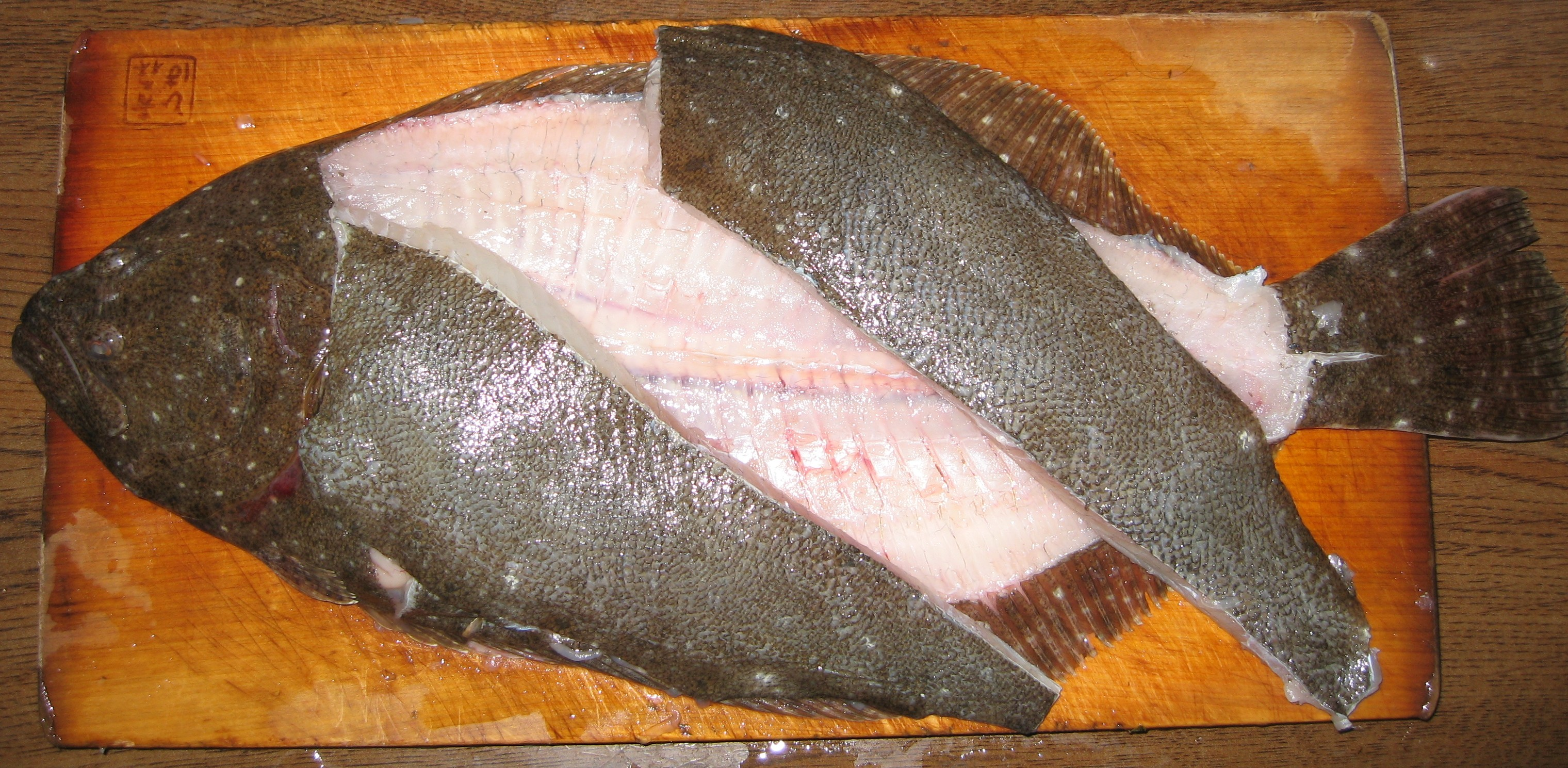
ヒラメの五枚おろし2
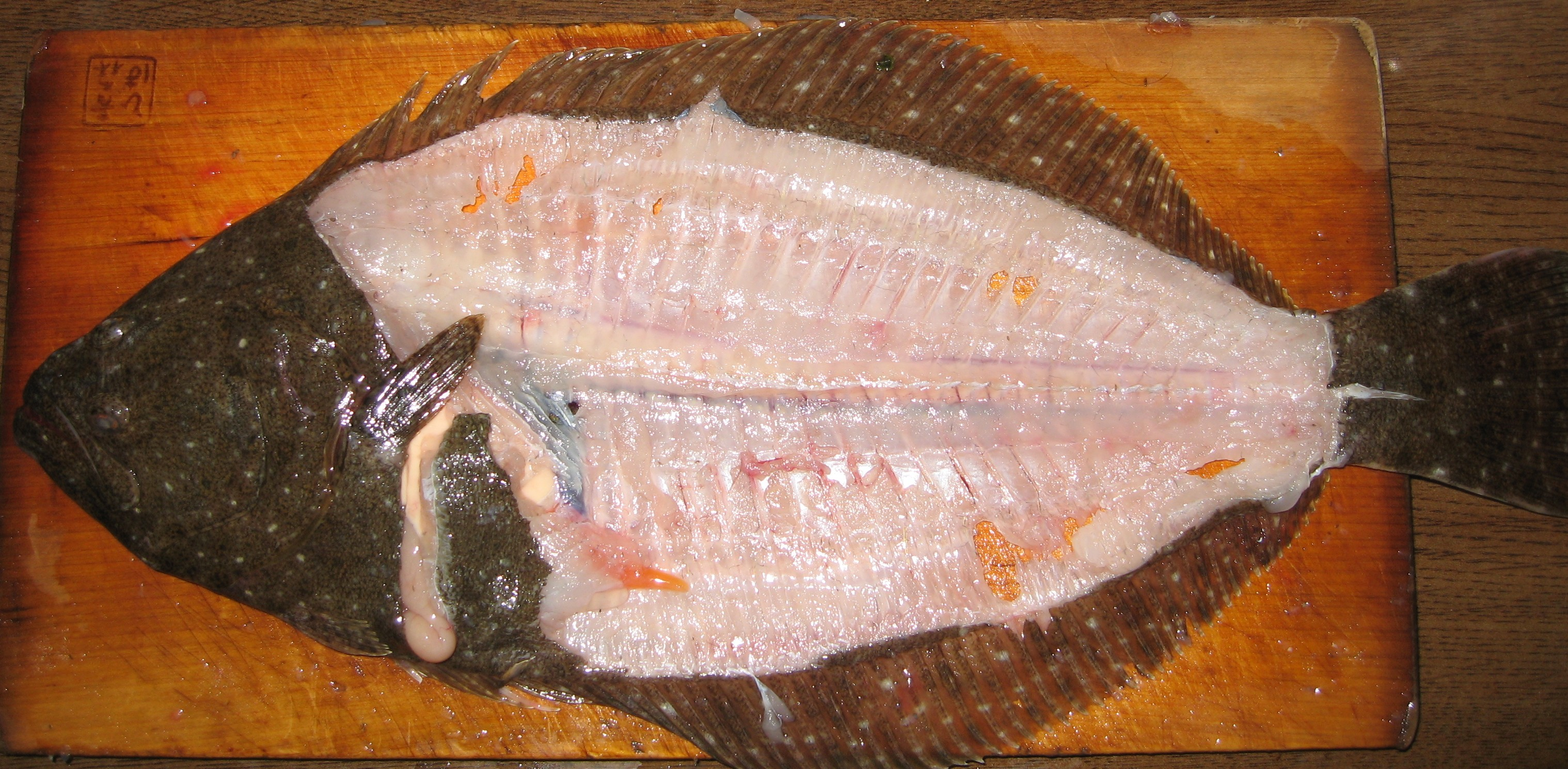
ヒラメの五枚おろし後